# Jean-François Aubert
Jean-François Aubert (Peseux, 11 mei 1931) was een Zwitsers advocaat, hoogleraar aan de Universiteit van Neuchâtel en politicus voor de Liberale Partij van Zwitserland (LPS/PLS) uit het kanton Neuchâtel.

## Biografie

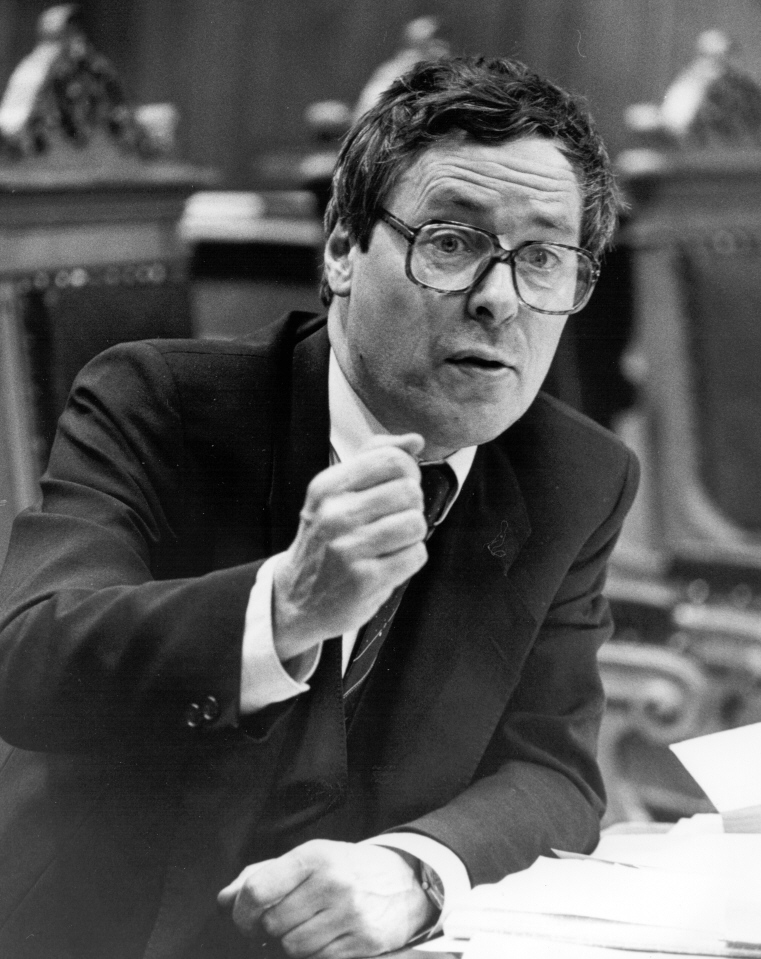
Jean-François Aubert in 1986.

### Afkomst
Jean-François Aubert was een zoon van Gustave Aubert en van Adeline Romang. Hij was tweemaal gehuwd. In 1955 huwde hij een eerste maal met Anne-Françoise Vaucher en in 1978 met Béatrice Piguet.

### Jurist
Aubert behaalde in 1952 een licentiaat in de rechten, doctoreerde aan de Universiteit van Neuchâtel en werd in 1955 advocaat. Tussen 1952 en 1956 studeerde hij tevens in Tübingen, Parijs en Ann Arbor. Vervolgens was hij van 1956 tot zijn pensionering hoogleraar staatsrecht aan de Universiteit van Neuchâtel. Vanaf 1967 was hij ook universitair hoofddocent aan de Universiteit van Genève. Tevens was hij gasthoogleraar aan de Universiteit van Lausanne.

### Politicus
Van 1961 tot 1973 zetelde Aubert in de Grote Raad van Neuchâtel. Van 29 november 1971 tot 25 november 1979 was hij lid van de Nationale Raad. Vervolgens was hij van 26 november 1979 tot 29 november 1987 lid van de Kantonsraad. Hij was betrokken bij meerdere grondwetsherzieningen, onder meer aangaande de ruimtelijke ordening, milieubescherming, hydraulische economie, het referendum over de internationale verdragen en de vorming van het kanton Jura. In 2005 verliet hij zijn partij uit onvrede met de toenadering van de partij tot de Zwitserse Volkspartij (SVP/UDC).

## Werken
- (fr)  Traité de droit constitutionnel suisse, drie delen, 1967-1993.
- (fr)  Petite histoire constitutionnelle de la Suisse, 1974.
- (fr)  Exposé des institutions politiques de la Suisse à partir de quelques affaires controversées, 1978.
- (fr)  Commentaire de la Constitution fédérale de la Confédération suisse du 29 mai 1874, 1987-1996 (als editor, samen met Kurt Eichenberger).
- (fr)  La Constitution, son contenu, son usage, 1991 (samen met Kurt Eichenberger).